# Thomas Ernest Hulme
Thomas Ernest Hulme (ur. 16 września 1883 Endon w północnym Staffordshire, zm. 28 września 1917 w pobliżu Nieuport) – filozof, poeta, i tłumacz angielski. Zajmował się również, a może nawet przede wszystkim, popularyzacją filozofii, krytyką literacką i krytyką sztuki.

## Życie
Studiował w St John’s College na Uniwersytecie Cambridge, skąd jednak został usunięty za udział w bijatyce. Wykształcenie uzupełniał metodą obszernych, wszechstronnych i systematycznych lektur samodzielnych. W 1906 wyjechał na kilka miesięcy do Kanady, a w 1907 – do Belgii, gdzie uczył języka angielskiego, sam ucząc się jednocześnie francuskiego i niemieckiego. Był jednym z założycieli Poets’ Club. W 1909 wystąpił z niego i razem z Frankiem Stuartem Flintem stworzył Secession Club, na którego regularnie odbywających się spotkaniach omawiano głównie problemy poezji. Hulme, spiritus movens klubu, głosił tam między innymi swoją doktrynę obrazu poetyckiego. Na owych spotkaniach zetknął się z nią między innymi Ezra Pound, który nawiązał do idei Hulme’a, tworząc program imagizmu. W 1913 Hulme przebywał w Berlinie, gdzie pogłębiał znajomość filozofii i psychologii niemieckiej. Po wybuchu wojny światowej wstąpił do wojska i pod koniec 1914 znalazł się we Francji. Ranny wiosną 1915, odesłany został do Anglii. Odzyskawszy zdrowie, wrócił na front, gdzie wkrótce zginął, nie zdążywszy zrealizować wielu planów twórczych.

## Twórczość
Hulme debiutował dwoma wierszami zamieszczonymi w pierwszej z dorocznych publikacji Poets’ Club (Christmas MDCCCCVIII).
Był propagatorem filozofii Henriego Bergsona w Wielkiej Brytanii: ogłosił między innymi esej Notes on Bergson (1911, Uwagi o Bergsonie) oraz przekład L’introduction à la métaphisiąue (Introduction to Metaphysics, 1913). Oprócz Bergsona tłumaczył Georges'a Sorela.
Pośmiertnie ukazały się tomy eseistyczne Hulme'a Speculations (1924, Spekulacje), Notes on Language and Style (1929, Uwagi o języku i stylu) i Further Speculations (1955, Dalsze spekulacje).
Całość szczupłego dorobku poetyckiego Hulmeła znaleźć można w książce Aluna Jonesa The Life and Opinions of T.E. Hulme (1960, Życie i poglądy T.E. Hulme’a).
W 1996 nakładem Oxford University Press ukazały się jego pisma zebrane: The collected writings, ed. Karen Csengeri.
Był zwolennikiem postawy klasycystycznej w literaturze, głosicielem tezy o końcu okresu humanistycznego w sztuce, obrońcą śmiałych dzieł plastyki nowoczesnej przed atakami krytyki

## Recepcja polska
W antologii Nowa krytyka (wybór Henryk Krzeczkowski, wstęp i opracowanie Zdzisław Łapiński, Warszawa 1983 PIW) ukazał się jeden z najważniejszych esejów Hulme'a, Romantyzm i klasycyzm (przeł. Maria Szpakowska).
Wiersze Hulme’a tłumaczył Leszek Engelking. Przekłady te ukazały się w „Literaturze na Świecie”.